# Nikołaj Łatysz
Nikołaj Iwanowicz Łatysz, rus. Николай Иванович Латыш, ukr. Микола Іванович Латиш, Mykoła Iwanowicz Łatysz (ur. 2 czerwca 1955 w Aleksandrii, w obwodzie kirowohradzkim) – rosyjski piłkarz pochodzenia ukraińskiego, grający na pozycji napastnika, a wcześniej pomocnika, trener piłkarski.

## Kariera piłkarska

### Kariera klubowa
Wychowanek DJuSK Krystał Aleksandria oraz klubu Trudowi Rezerwy Aleksandria. W 1973 rozpoczął karierę piłkarską w klubie Zirka Kirowohrad. W 1970 przeszedł do Szachtara Donieck. Potem występował w klubach Dinamo Moskwa, Spartak Moskwa, Arsenał Tuła oraz Drużba Majkop, często wracając do Zirki Kirowohrad. W 1991 zakończył karierę zawodową.

### Kariera reprezentacyjna
W 1980 rozegrał jeden mecz w olimpijskiej reprezentacji ZSRR.

## Kariera trenerska
Jeszcze będąc piłkarzem pełnił również funkcje trenerskie w Drużbie Majkop. Po zakończeniu kariery zawodniczej prowadził Zirkę Kirowohrad. Potem pomagał trenować kluby Dinamo Moskwa, Ałanija Władykaukaz, młodzieżową reprezentację Rosji, CSKA Moskwa oraz reprezentację Rosji. Od 2009 pracuje na stanowisku asystenta trenera w Dynamo Kijów.

## Sukcesy i odznaczenia

### Sukcesy klubowe
- brązowy medalista Mistrzostw ZSRR: 1978, 1986
- zdobywca Pucharu ZSRR: 1984

### Sukcesy indywidualne
- wybrany do listy 33 najlepszych piłkarzy ZSRR: 1978 (Nr 3)

### Odznaczenia
- tytuł Mistrza Sportu ZSRR: 1978